# Defensie van België
Defensie (Frans: La Défense), of ook wel het Belgisch leger, staat in voor de bescherming van de strategische belangen van België. Het is in feite een beroepsleger, want de dienstplicht werd op 5 februari 1995 opgeschort. 
Opperbevelhebber is koning Filip, de verantwoordelijke minister van Defensie is sinds 3 februari 2025 Theo Francken (N-VA). De dagelijkse leiding ligt bij de Chef Defensie,  sinds 4 juli 2024 generaal Frederik Vansina. Onder het Belgische ministerie van Defensie vallen naast militairen ook ongeveer tweeduizend burgers. In de lente van 2025 werd besloten de begroting versneld tot de NAVO-norm van 2 procent van het bbp te verhogen, tot 11,8 miljard euro per jaar.
Het Belgisch leger werd opgericht nadat België onafhankelijk werd in oktober 1830. Sindsdien heeft het leger gevochten in de Eerste Wereldoorlog, de Tweede Wereldoorlog en de Koude Oorlog (Koreaanse Oorlog en bezetting van de Bondsrepubliek Duitsland). Het Belgisch leger is ingepast in de NAVO en heeft deelgenomen aan operaties in Bosnië, Somalië, Kosovo, Libanon, Libië en Afghanistan. De elite-eenheid waren de paracommando's (nu Special Operations Regiment), die een aantal keren actief waren in Centraal-Afrika. Tijdens hun inzet als blauwhelm in Rwanda werden 10 Belgische paracommando's ontwapend en vermoord in 1994.

## Indeling
Defensie bestaat uit volgende componenten:
- De Marinecomponent zet een vloot in bestaande uit twee fregatten, zes mijnenjagers, twee patrouillevaartuigen, een commando- en steunschip, een opleidingsschip en een schip voor oceanografisch onderzoek. De Marinecomponent voert wereldwijd opdrachten uit zoals ontmijning, patrouilles en humanitaire operaties. De Marinecomponent heeft een expertise in mijnenbestrijding.
- De Lucht- en Ruimtecomponent (Luchtmacht) beschermt het nationaal luchtruim en dat van bondgenoten. Wereldwijd levert het inspanningen voor vredeshandhaving en levert stabiliteit door middel van militaire diplomatie. Hiervoor beschikt de Luchtcomponent over F-16- en F-35-gevechtsvliegtuigen, transportvliegtuigen (Airbus A400M), Agusta A109-helikopters, vier NH-90's van het type NFH (Nato-Frigate-Helicopter), vier NH-90's van het type TTH (Tactical-Transport-Helicopter) en drie Aérospatiale Alouette III helikopters.
- De Landcomponent (Landmacht) bestaat uit de Gemotoriseerde Brigade en het Special Operations Regiment. De Landcomponent beschikt onder meer over pantserinfanterievoertuigen van het type Dingo-II, Pandur I en Mowag Piranha's in verschillende uitvoeringen.
- De Medische component is actief bij de militaire operaties van Defensie in het buitenland en hulpacties binnen en buiten België. De Medische component is gespecialiseerd in behandeling van brandwonden, vooral in het Militair Hospitaal Koningin Astrid in Neder-Over-Heembeek.
- Het Cyber Command, ingehuldigd op 19 oktober 2022, zal uiteindelijk worden uitgebouwd tot de Cyber Component. De component heeft een duale functie: beveiliging van militaire systemen en de kritieke Belgische cyberinfrastructuur. De component zal samenwerken met andere bedrijven.[2][3]

## Geschiedenis

### Oprichting
Toen België zich afsplitste van het Verenigd Koninkrijk der Nederlanden in 1830-31 werd er verwacht dat België een rol kon opnemen als neutrale bufferstaat tussen de grootmachten Frankrijk, het Verenigd Koninkrijk van Groot-Brittannië en Ierland en Pruisen. Hierdoor zou de nood aan een duur permanent leger vermeden kunnen worden, zodat voornamelijk gesteund kon worden op een kleinere deeltijdse militie als de bestaande 'Burgerwacht' (fr: Garde Civil). Al snel werd echter duidelijk dat België behoefte zou hebben aan een regulier leger. De basis voor rekrutering was 'selectieve dienstplicht', waarbij vrijstellingen gekocht konden worden. Dit betekende in praktijk dat slechts een kwart van de jonge mannen effectief dienstplicht deed, waarvan het grootste deel bestond uit de armere lagen van de bevolking.

### Vroege geschiedenis

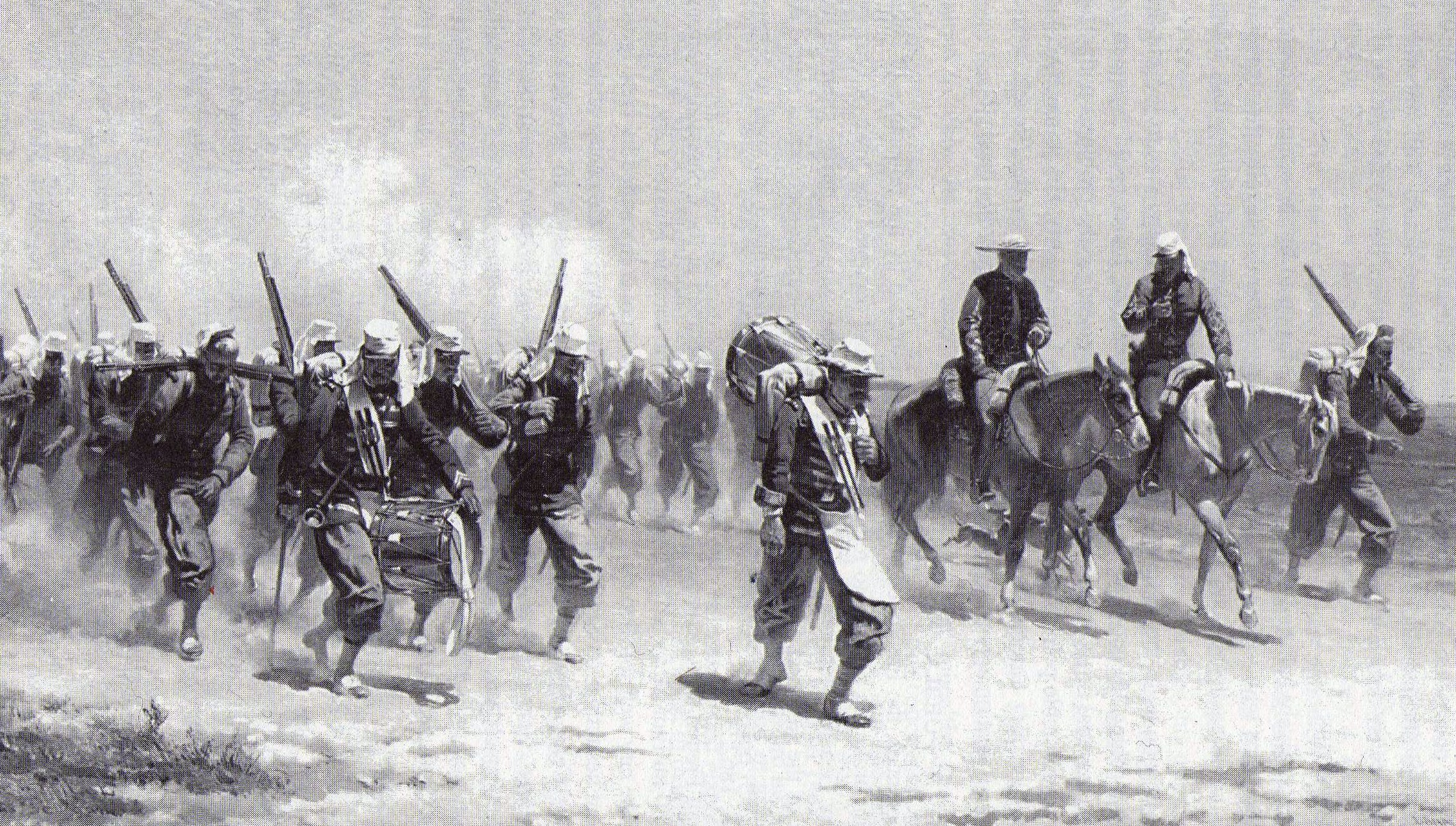
Soldaten van het Corps Expeditionnaire Belge tijdens de Franco-Mexicaanse Oorlog.

Als deel van het nationale beleid inzake neutraliteit, werd het Belgisch leger in de 19e eeuw ontplooid als een in essentie defensieve macht met forten aan de Nederlandse, Duitse en Franse grenzen. Door problemen met de rekrutering bleef het leger onder zijn bedoelde sterkte van 20 000 manschappen. In 1868 werd een strengere wetgeving goedgekeurd met betrekking tot de dienstplicht. Tijdens de Frans-Duitse Oorlog in 1870 werd een algemene mobilisatie afgekondigd voor bijna een geheel jaar, waardoor grote problemen met training en structurele zwakheden opdoken. Een met de Staatsveiligheid geïmproviseerde militaire inlichtingendienst, en de aanwezigheid van Belgische eenheden langs de landsgrenzen konden er echter voor zorgen dat het strijdgewoel nooit tot op het Belgisch territorium werd voortgezet.
Tot het einde van de jaren 1890 bleef het Belgisch leger afhankelijk van een systeem van selectieve dienstplicht, in een tijd waarbij de meeste Europese landen een universele dienstplicht hadden ingevoerd naar Pruisisch model. In België werden rekruten geselecteerd door een loterijsysteem. Diegene die geselecteerd werden konden echter ontsnappen aan de dienstplicht door een vervanger te betalen. Dit systeem bevoordeelde de gegoeden en werd in het buitenland afgedaan als inefficiënt en onpatriottisch. Voor de geselecteerden duurde de dienstplicht acht jaar, gevolgd door vijf jaar als reservist.
Het leger van de Kerkelijke Staat, dat gebaseerd was in Rome, bestond vanaf 1860 uit een eenheid van bataljon-grootte gekend als de Tirailleurs Franco-Belges (Franco-Belgische scherpschutters). De soldaten van deze eenheid werden gerekruteerd onder vrijwilligers van beide landen. In 1861 werd de eenheid omgevormd tot de Pauselijke Zoeaven. In 1871 vocht deze eenheid aan Franse zijde mee in de Frans-Duitse Oorlog.
In 1864 werd het Corps Expeditionnaire Belge (gekend als het Belgisch Legioen) opgericht voor operatie in Mexico. De bedoeling van deze 1500 man sterke eenheid was te dienen als lijfwacht van de Belgische keizerin Charlotte. Het bestond voornamelijk uit vrijwilligers uit het Belgisch leger. In Mexico maakte het Belgisch Legioen deel uit van de keizerlijke krijgsmacht, voor ze in maart 1867 terugkeerde naar België en ontbonden werd.
In 1885 werd de Force Publique (Openbare Weermacht) opgericht om te dienen als militair garnizoen en politiemacht in Belgisch-Congo, toen direct in handen van koning Leopold II. Bij de start bestond deze eenheid uit diverse Europese huurlingen. Wanneer Congo in 1908 onder het bestuur van de Belgische staat kwam als kolonie werd de koloniale Force van Belgische officieren voorzien.
Begin 20e eeuw, vanwege het onbehagen door de herhaaldelijke crises tussen Duitsland en Frankrijk, werd het Belgisch leger een eerste maal op grote schaal hervormd. In 1909 werd het loteling-systeem afgeschaft en een generale staf ingevoerd. Die laatste had de handen vol met de Tweede Marokkaanse Crisis over Agadir in 1911. In 1913 werd een verplichte en universele dienstplicht ingesteld in België. Hierdoor groeide de krijgsmacht tot 33000 militairen (in vredestijd), die via een algemene mobilisatie kon opgetrokken worden tot 120500 man. In 1834 werd de Koninklijke Militaire Academie opgericht, gevolgd door de oprichting van een École d'Application en een École de Guerre voor de training van de militaire staf. Een van de innovaties waarin het Belgisch leger pionierde was de training van een korps van gespecialiseerde officieren die de financiële zaken, de personeelszaken en de algemene administratie verzorgde. Wanneer het leger sterk uitbreidde in 1913 ontstond er echter al snel een tekort aan getrainde stafofficieren.

### Eerste Wereldoorlog

#### Staat van het Belgische leger in 1914

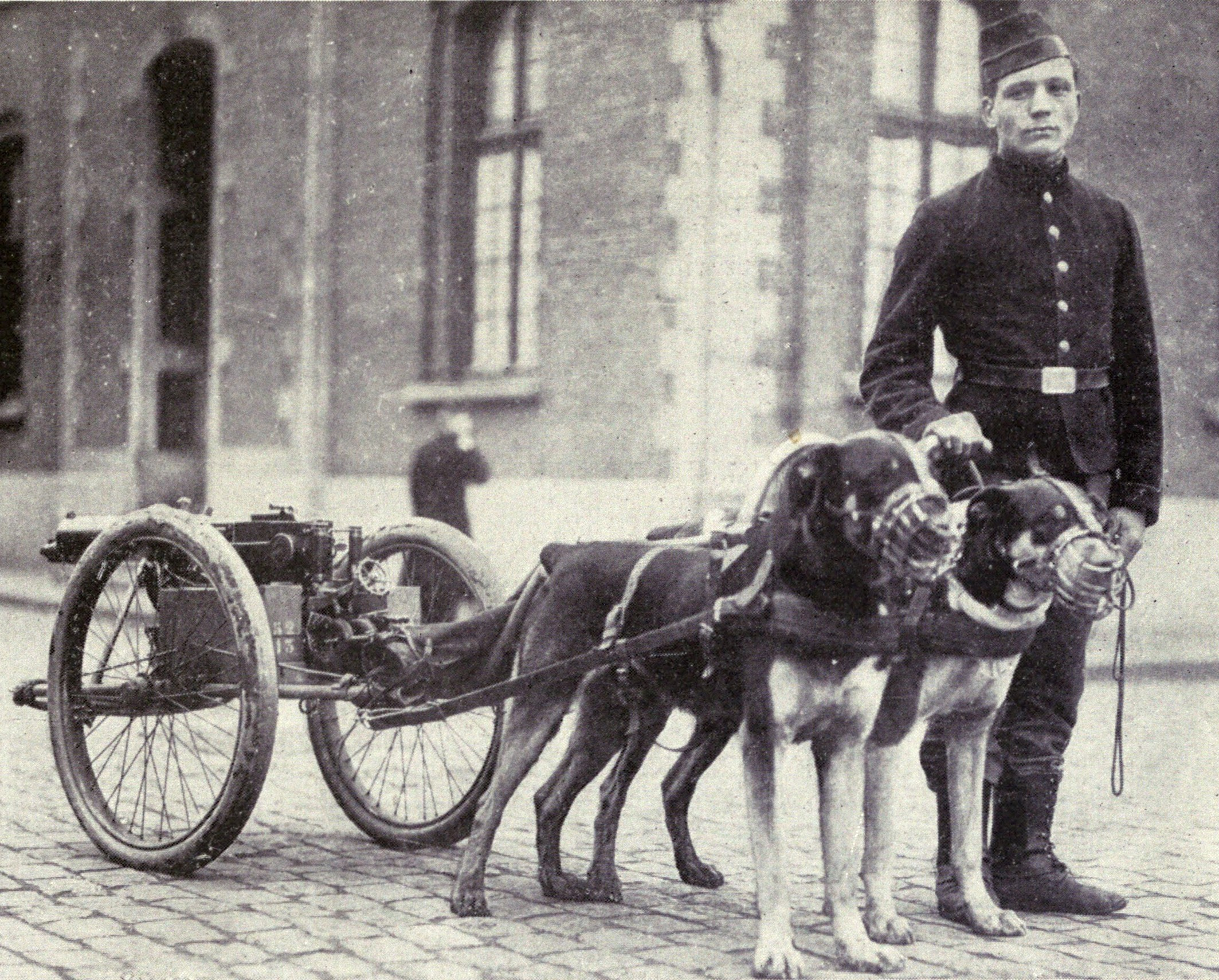
Een Belgische eenheid met machinegeweer in 1914

Aan de vooravond van de Eerste Wereldoorlog bestond het Belgische Leger uit 19 infanterieregimenten (linie, jagers te voet en regiment carabiniers-grenadiers), 10 cavalerieregimenten (gidsen, lanciers en jagers te paard) en 8 artillerie-eenheden (bereden, veld- en vestingsartillerie). Ondersteunde troepen bestonden uit ingenieurs, gendarmerie, vestingstroepen, treinwachters en burgerwachten. De zeven divisies van het veldleger moesten een mobiele krijgsmacht vormen terwijl de 65 000 vestingstroepen een garnizoen vormden voor de belangrijke forten rond Antwerpen, Luik en Namen. Deze vestingen werden vanaf 1859 in verschillende fasen gebouwd. In 1914 waren echter niet alle forten afgewerkt. Ondanks dat deze forten goed ontworpen waren naar negentiende-eeuwse standaarden, bleken deze echter voorbijgestreefd door ontwikkeling van zware houwitsers.

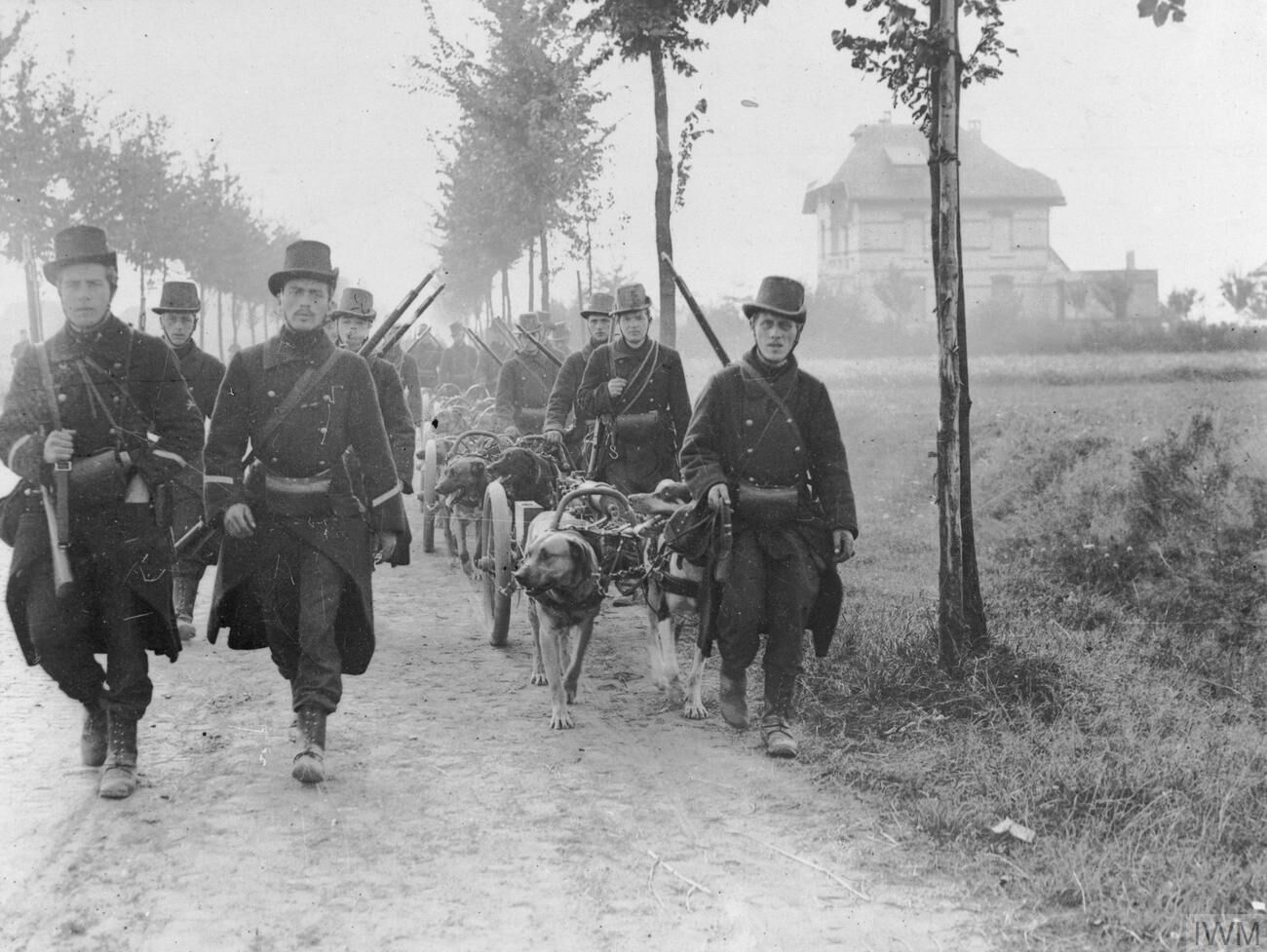
Belgische troepen tijdens de Slag der Grenzen in 1914

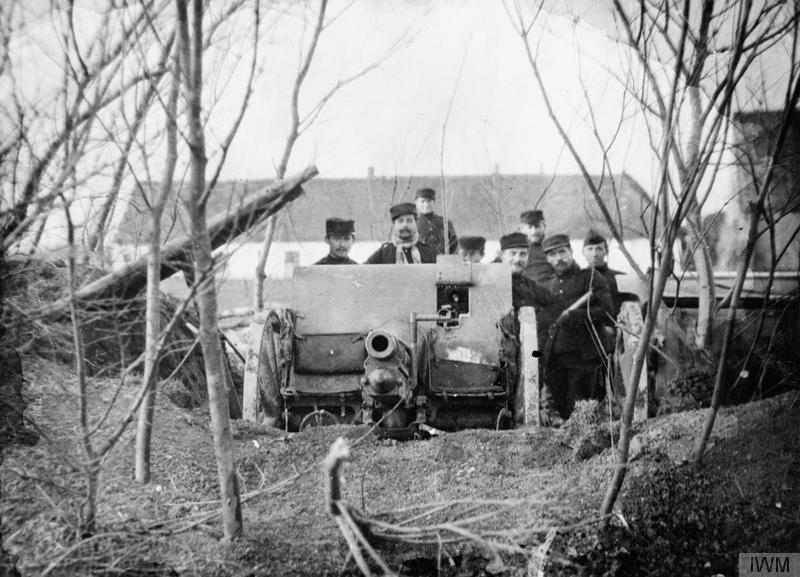
Belgische artillerie in 1914

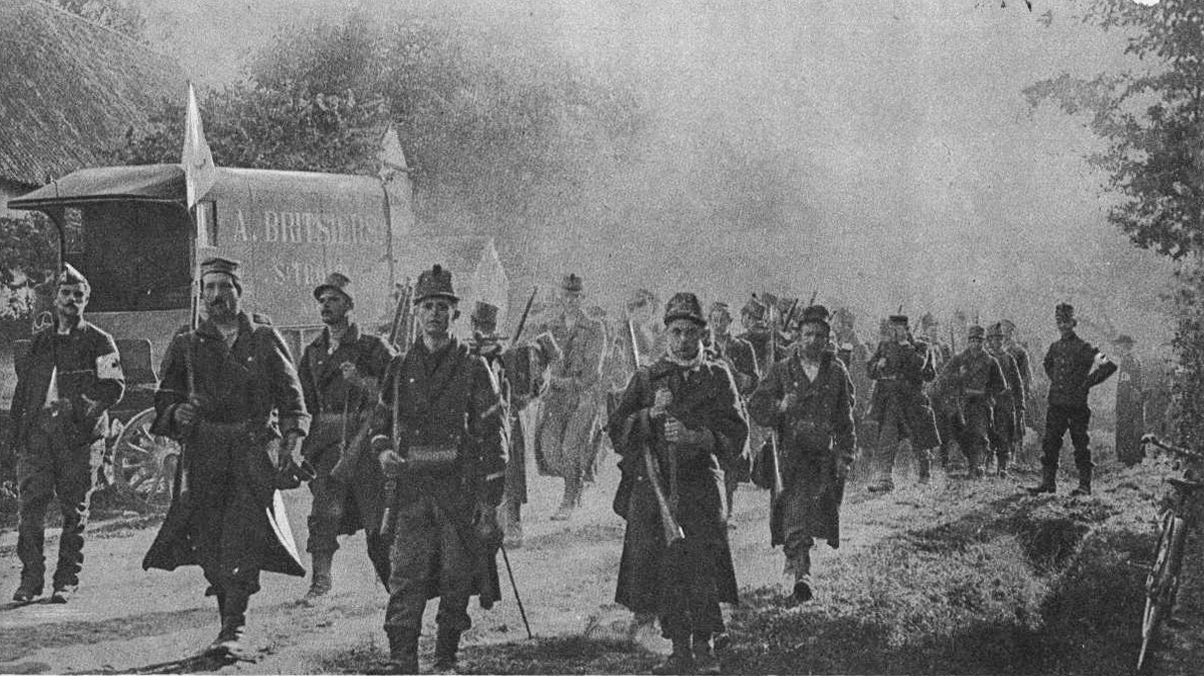
Belgische troepen in september 1914 bij gevechten in Tienen

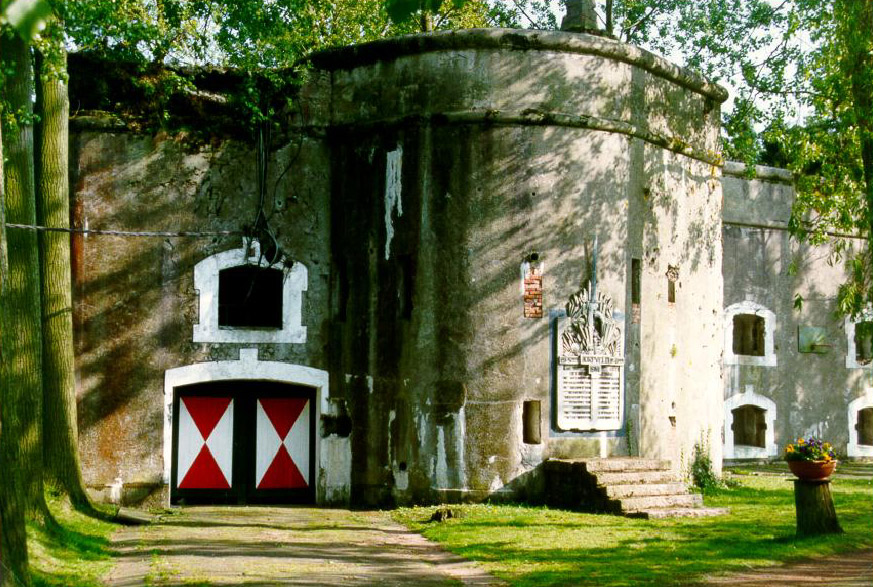
De schans Dorpveld, deel van de Stelling van Antwerpen, bij Sint-Katelijne-Waver werd voltooid in 1912

#### Het Belgisch leger in de Eerste Wereldoorlog

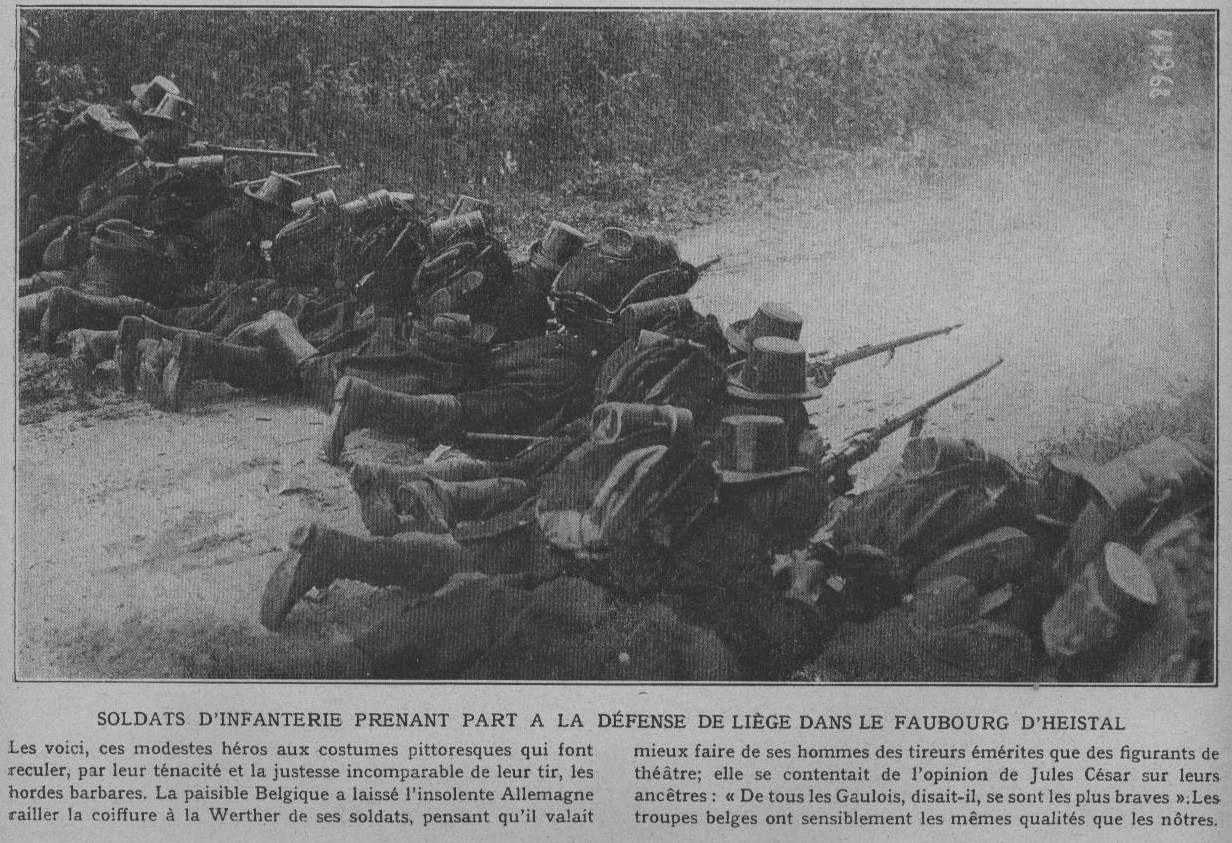
Belgische karabiniers tijdens de verdediging van Luik in augustus 1914

Toen de Eerste Wereldoorlog in augustus 1914 uitbrak zat het Belgisch leger midden in een herstructurering. Hierdoor, en door de snelle bezetting van België werd slechts twintig procent van de mannen gemobiliseerd en geïncorporeerd in de krijgsmacht. Uiteindelijk ging het om 350 000 man, al nam een derde van dit aantal niet direct deel aan de gevechten.
België werd bij verrassing binnengevallen door het Keizerlijke Duitse Leger dat ongeveer 600 000 man sterk was. Het kleine, slecht uitgeruste Belgische leger bestaande uit 117 000 man kon de Duitse aanval echter voor tien dagen voor Luik vasthouden. Het Belgische leger vocht tussen de forten in en met ondersteuning van deze forten. Deze strategie steunde op het napoleontische concept van een voorhoede die een deel van de vijandige troepen afsnijdt van het gros van het vijandige korps. De Franse autoriteiten en het Franse publiek waren verheugd over deze Belgische weerstand, die de Duitsers niet verwacht hadden. De Belgen konden de Duitsers effectief vertragen zodat de Franse legers de Duitse aanvallen bij de Eerste Slag om de Marne konden weerstaan.
Na de Slag der Zilveren Helmen, waar de Duitse cavalerie en ondersteunende infanterie verslagen werd, door enkele Belgische divisies, houdt het Belgische leger de Duitse troepen vast bij de Stelling van Antwerpen. Na twee maand van gevechten trekt het Belgische leger zich terug achter de IJzer. De beslissende Slag om de IJzer werd uiteindelijk gewonnen met hulp van de Fransen en de Engelsen, hierbij steunend op inundaties door de Belgische genie.
Vier jaar lang bewaakte het Belgische leger, onder leiding van Koning Albert I, de linkervleugel van het geallieerde front tussen Nieuwpoort en Ieper. De Belgen krijgen hulp van de Triple Entente, maar zullen niet deelnemen aan de grote geallieerde offensieven, die volgens de koning te duur waren (financieel en qua mankracht). In 1916 werd een aantal Belgische gepantserde wagens verplaatst van het IJzerfront naar Rusland om het Russische Keizerrijk bij te staan.
In Afrika hielp een Belgische koloniale compagnie bij de bezetting van de Duitse kolonie Togoland. De Congolese Force Publique speelde een grote rol in de Oost-Afrikaanse veldtocht tegen de Duitse troepen in Duits Oost-Afrika, waarbij meer dan 12 000 askari's vochten onder leiding van Belgische officieren bij het geallieerde offensief in februari 1916. De grootste bijdrage in Afrika was de verovering van Tabora in september 1916, door troepen onder leiding van generaal Charles Tombeur.
Na vier oorlogsjaren in België, bestond het Belgische leger in 26 mei 1918 uit 166 000 man, van wie 141 974 actief in gevechten. Het leger bestond uit twaalf infanteriedivisies en één cavaleriedivisie. Het leger beschikte over 129 vliegtuigen. Vanaf september nam het Belgische leger deel aan het geallieerde offensief, tot de overwinning op 11 november 1918.

### Interbellum

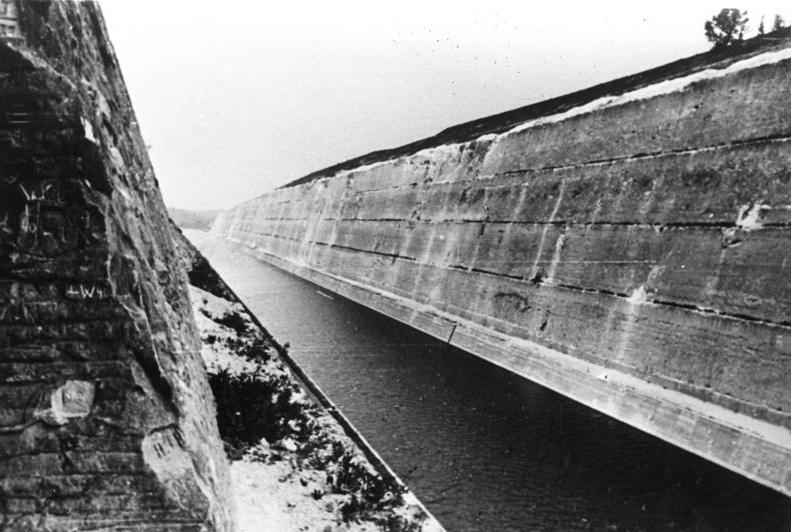
Fort Eben-Emael was deel van de Versterkte Positie Luik ('PFL') en werd afgewerkt in 1935

Na de wapenstilstand met Duitsland in 1918, wilde de Belgische regering de defensieve strategie uit 1914 voortzetten. Er werd weinig ingezet op het verwerven van tanks en vliegtuigen voor het leger, maar er werd wel fors geïnvesteerd in de verdediging van de forten van Luik en Antwerpen. Dit gebeurde ondanks het feit dat tijdens de Eerste Wereldoorlog de forten weinig effectief waren gebleken hoewel ze sterk ondersteund werden door artillerie en infanterie. Tanks werden aldus toegevoegd aan infanterie-eenheden om zo een homogeen lineair defensief front te vormen. In de Duitse legers van de jaren 30 werden echter specifieke tankeenheden opgericht. Tijdens het interbellum gebruikt het Belgisch leger het vliegveld van Haren, dat tijdens de Eerste Wereldoorlog door de Duitse bezetter was gebouwd.
De grootte van het Belgisch leger werd na de Eerste Wereldoorlog beperkt van twaalf divisies in 1923 tot slechts vier divisies in 1926. Het leger bestond bijna uitsluitend uit dienstplichtigen die slechts dertien maanden dienden vooraleer naar de reserves te gaan.
Tot 1936 bleef België geallieerd met de Derde Franse Republiek en het Verenigd Koninkrijk, daarna werd België opnieuw neutraal. Dit ondanks het feit dat Adolf Hitler drie jaar eerder de macht greep in Duitsland en de herbezetting van het Rijnland door Duitsland op zaterdag 7 maart 1936 (in strijd met het Verdrag van Locarno).
Het Belgisch leger krijgt pas een idee van de sterkte van het nieuwe Duitse leger, de Wehrmacht, bij de invasie van Polen op 1 september 1939. Koning Leopold III kondigde de algemene mobilisatie af waarbij 650 000 Belgen werden gemobiliseerd.

## Politieke besluitvorming over de inzet van strijdkrachten
De beslissing om het Belgisch leger in te zetten, ligt volledig bij de uitvoerende macht, zij het dat enige onduidelijkheid bestaat of het nu de koning, de regering of de minister van Landsverdediging is. Het federaal parlement speelt slechts een indirecte rol, voornamelijk via de begroting en het legercontingent. Internationale gremia kunnen dan weer aanzienlijke invloed uitoefenen op de besluitvorming.
Volgens de Grondwet wordt de staat van oorlog vastgesteld door de koning (art. 167). Deze bevoegdheid, eminent bevel genoemd, is geëvolueerd van een persoonlijk koninklijk prerogatief, dat volgens de rechtsleer weliswaar ministeriële dekking behoefde, naar een beslissing die namens de koning wordt genomen door de federale regering en die in haar essentie niet delegeerbaar is. De formulering, ingevoerd in 1993, laat geen ruimte meer voor de interpretatie dat België een aanvalsoorlog kan verklaren, wat sinds het Briand-Kelloggpact van 1928 strijdig zou zijn met de internationaalrechtelijke verbintenissen van het land (en ook al in de periode van 1839 tot 1919 wegens de opgelegde neutraliteit). Aangenomen wordt dat het uitroepen van de oorlogsstaat een declaratieve bevestiging is van een feitelijke toestand (er zijn vijandelijkheden tegen België aan de gang) en dat dit te onderscheiden is van de juridische staat van oorlog, die een uitzonderingsregime instelt overeenkomstig de Besluitwet van 1916. Behalve het feit dat de grondwettigheid van deze noodtoestand wordt betwist, is het ook niet duidelijk of een koninklijk vastgestelde staat van oorlog vereist is om de juridische staat van oorlog te kunnen afkondigen. Historisch is het leger twee keer op oorlogsvoet gebracht, namelijk tijdens de wereldoorlogen.
Militaire operaties in het buitenland worden over het algemeen gevoerd in internationaal verband. De Veiligheidsraad van de Verenigde Naties kan lidstaten verplichten tot militaire interventie, en ook binnen de EU, de NAVO en de OVSE kunnen beslissingen worden genomen die België verregaand engageren. Formeel-grondwettelijk blijft alleen de regering bevoegd voor de eindbeslissing, maar in de praktijk zal de positie ingenomen door de Belgische vertegenwoordiger doorslaggevend zijn.
Het eminent bevel omvat voorts de bevoegdheid om strijdkrachten in te zetten voor het handhaven van de interne openbare orde, wat evenwel niet onder de staat van oorlog uit art. 167 Grondwet valt. Het gebeurde in de 19e en 20e eeuw herhaaldelijk om sociaal protest neer te slaan (bv. in 1931, 1950, 1960, 1966). Volgens een koninklijk besluit van 1994 kunnen zowel de regering als de minister van Landsverdediging beslissen over een dergelijke inzet. De Raad van State acht een bevoegdheidsdelegatie aan de minister ongrondwettig, wat echter niet heeft verhinderd dat de defensieminister in 2003 op zijn beurt de minister van Binnenlandse Zaken heeft toegelaten om het leger te vorderen voor politionele en veiligheidstaken. Ook burgemeesters en gouverneurs kunnen de krijgsmacht vorderen.

## Basisgegevens
De volgende tabel bevat basisgegevens:
| Militaire arbeidskrachten - militaire leeftijd:                      | 18 jaar                                                                  |
| Militaire arbeidskrachten - beschikbaarheid:                         | mannen 18-49: 2.436.736 (2010/2005) vrouwen 18-49: 2.369.463 (2010/2005) |
| Militaire arbeidskrachten - klaar voor legerdienst:                  | mannen 18-49: 1.998.003 (2010/2005) vrouwen 18-49: 1.940.918 (2010/2005) |
| Militaire arbeidskrachten die jaarlijks militaire leeftijd bereiken: | mannen: 64.263 (2005) vrouwen 61.402 (2005)                              |
| Militaire uitgaven:                                                  | € 4,202 miljard (FY2018)                                                 |
| Militaire uitgaven - percentage van het bbp:                         | 0,93 (FY2018)                                                            |

## Stafchefs
- 1995 - 2002: admiraal Willy Herteleer
- 2003 - 2009: generaal August Van Daele
- 2009 - 2012: generaal Charles-Henri Delcour
- 2012 - 2016: generaal vlieger Gerard Van Caelenberge
- 2016 - 2020: generaal Marc Compernol
- 2020 - 2024: admiraal Michel Hofman
- 2024 - heden: generaal Frederik Vansina

## Opleiding en studie
- Koninklijk Hoger Instituut voor Defensie
- Koninklijke Militaire School
- Koninklijke School voor Onderofficieren

## Galerij

Militaria van het Belgisch leger uit het verleden in het Site Gunfire Brasschaat-Museum
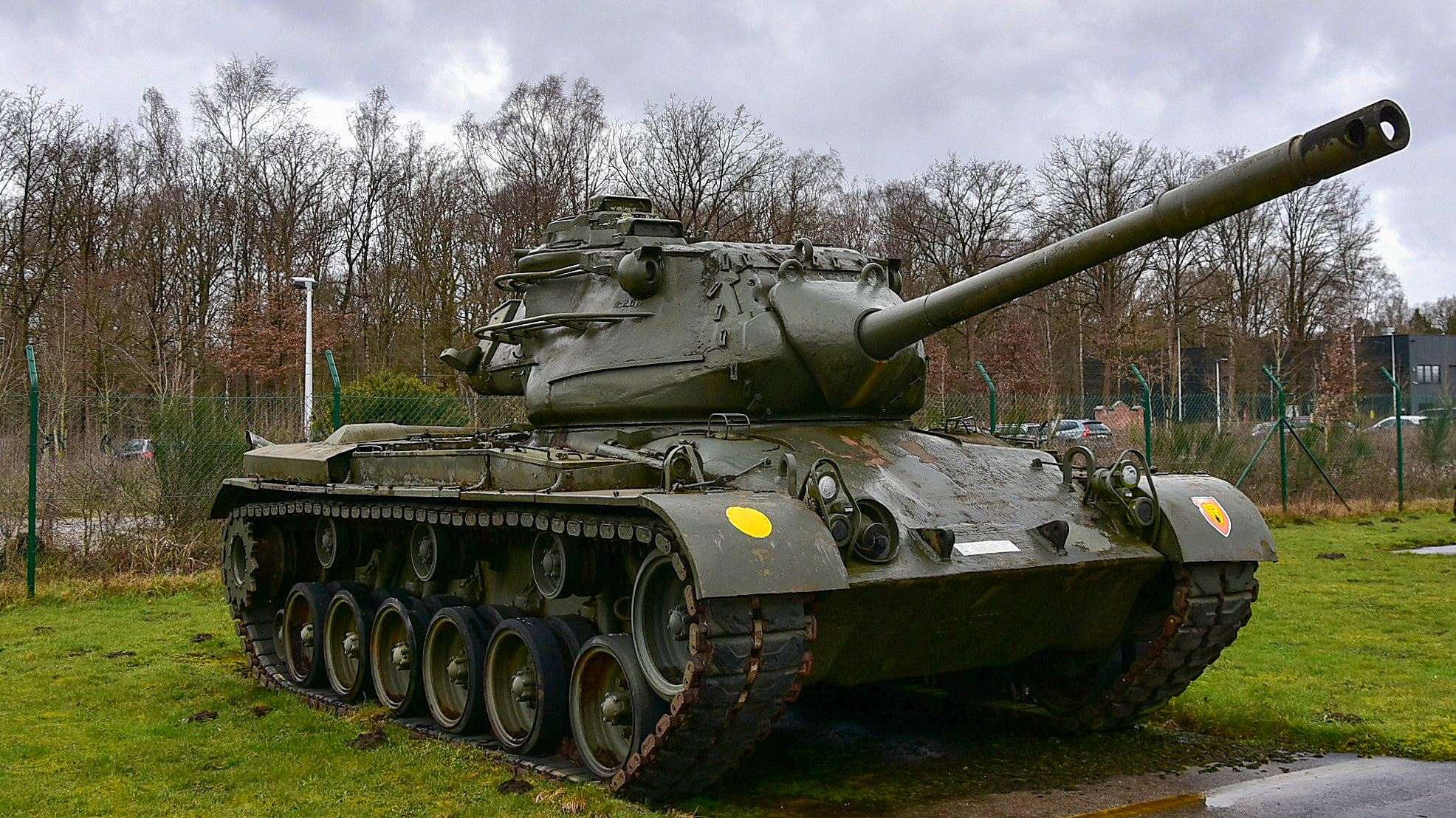
M47 Patton II
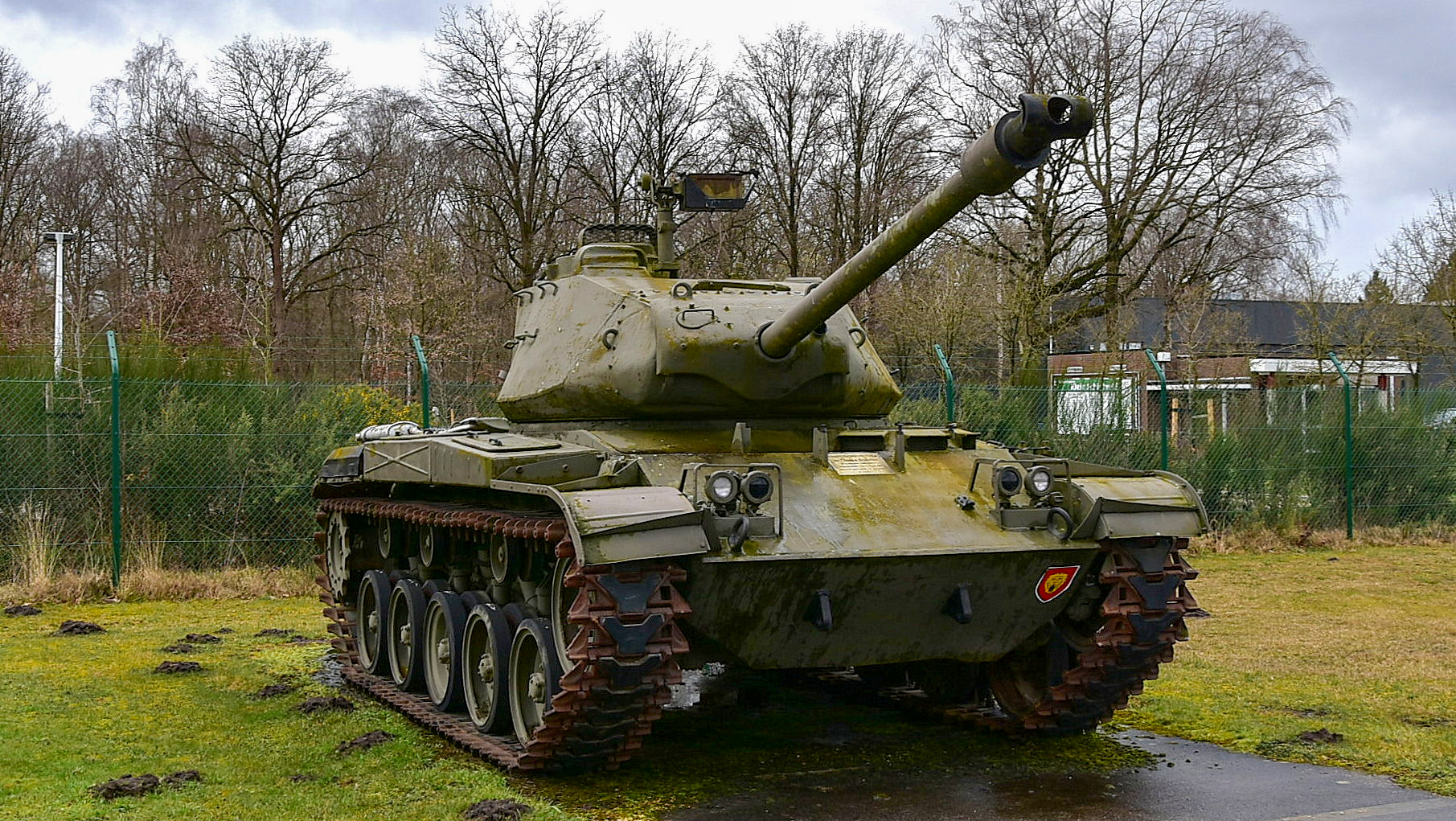
M41 Walker Bulldog
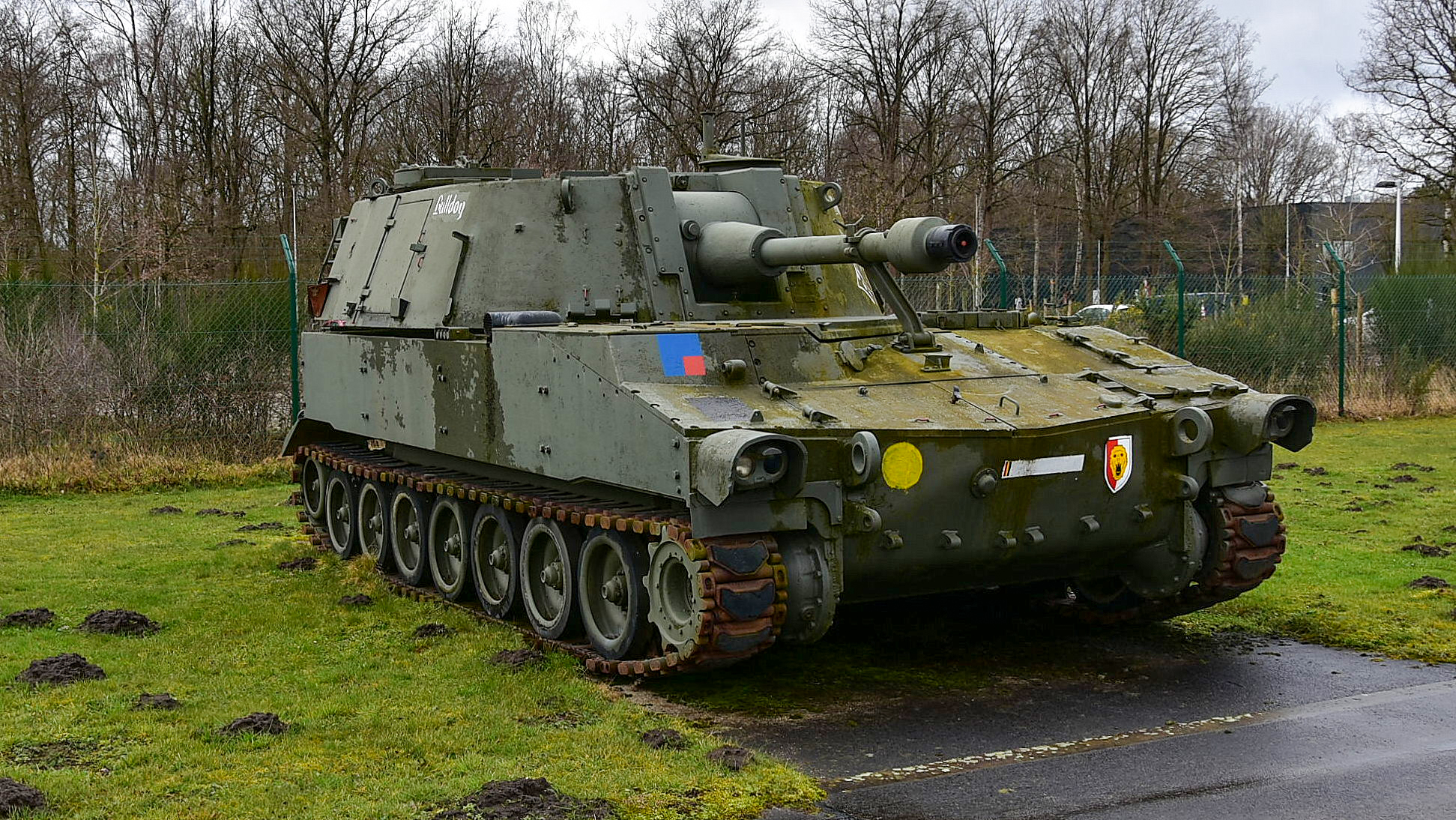
M108-houwitser
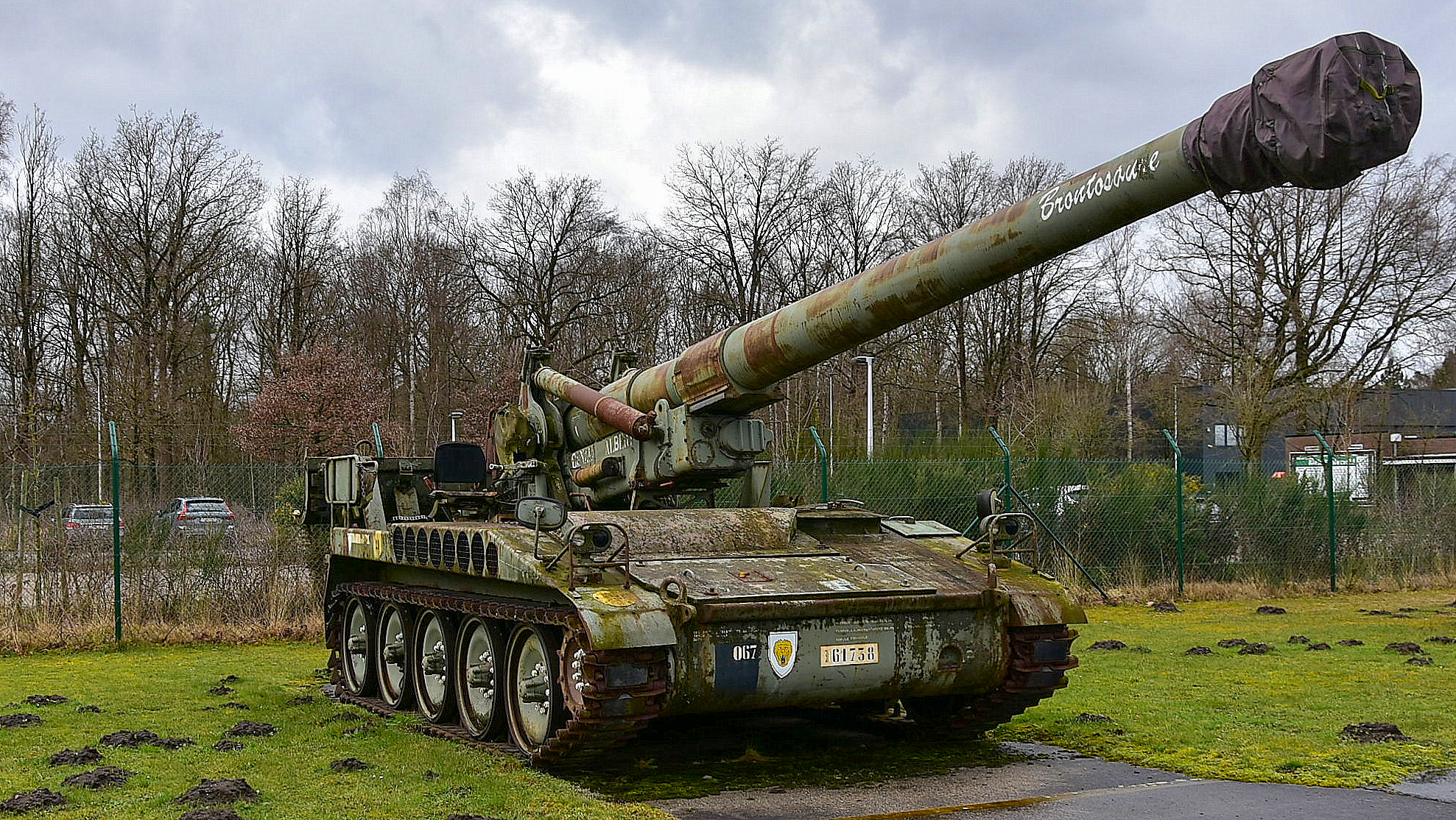
M107/M110-houwitser
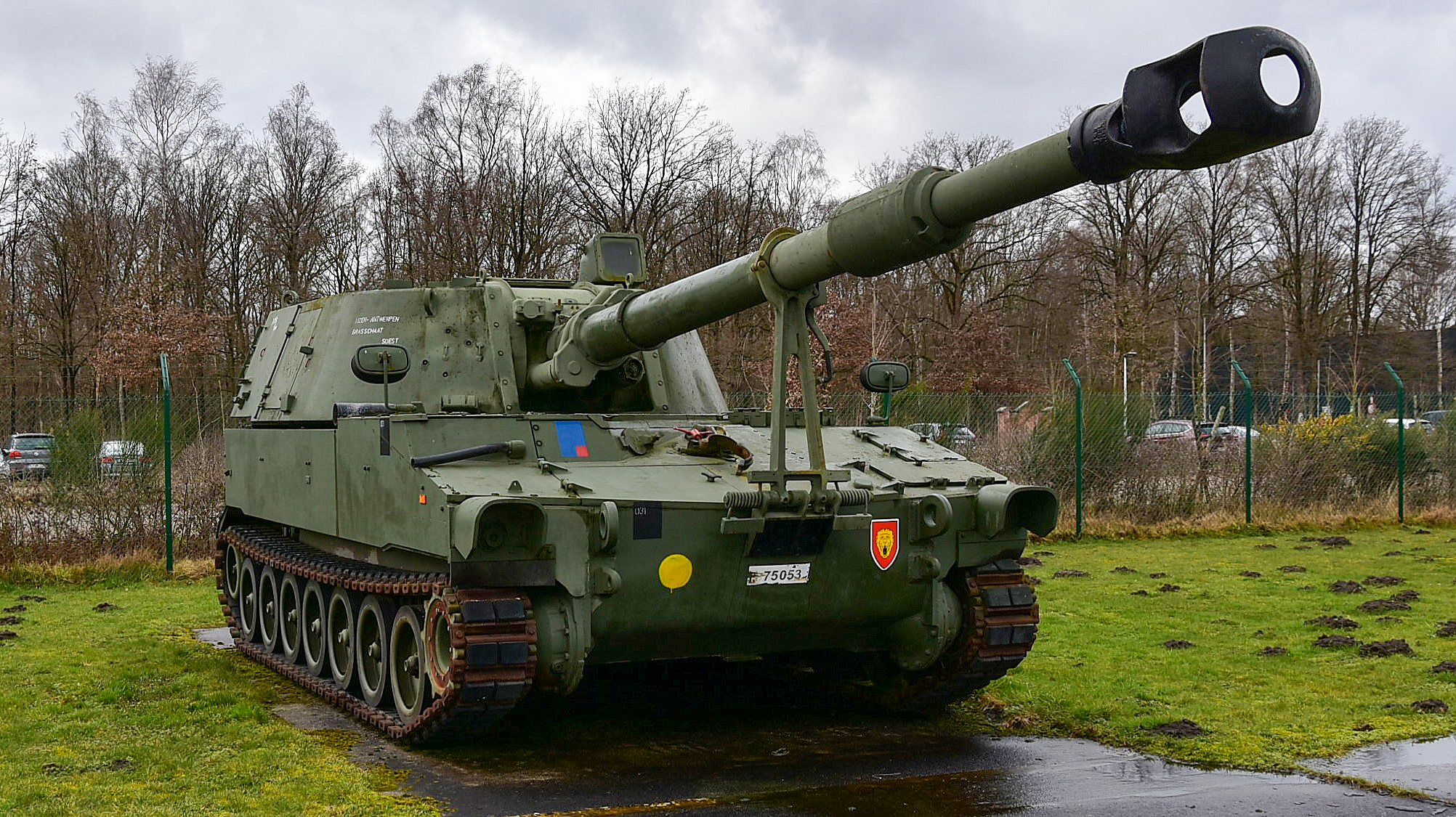
M109-houwitser A2 155 mm
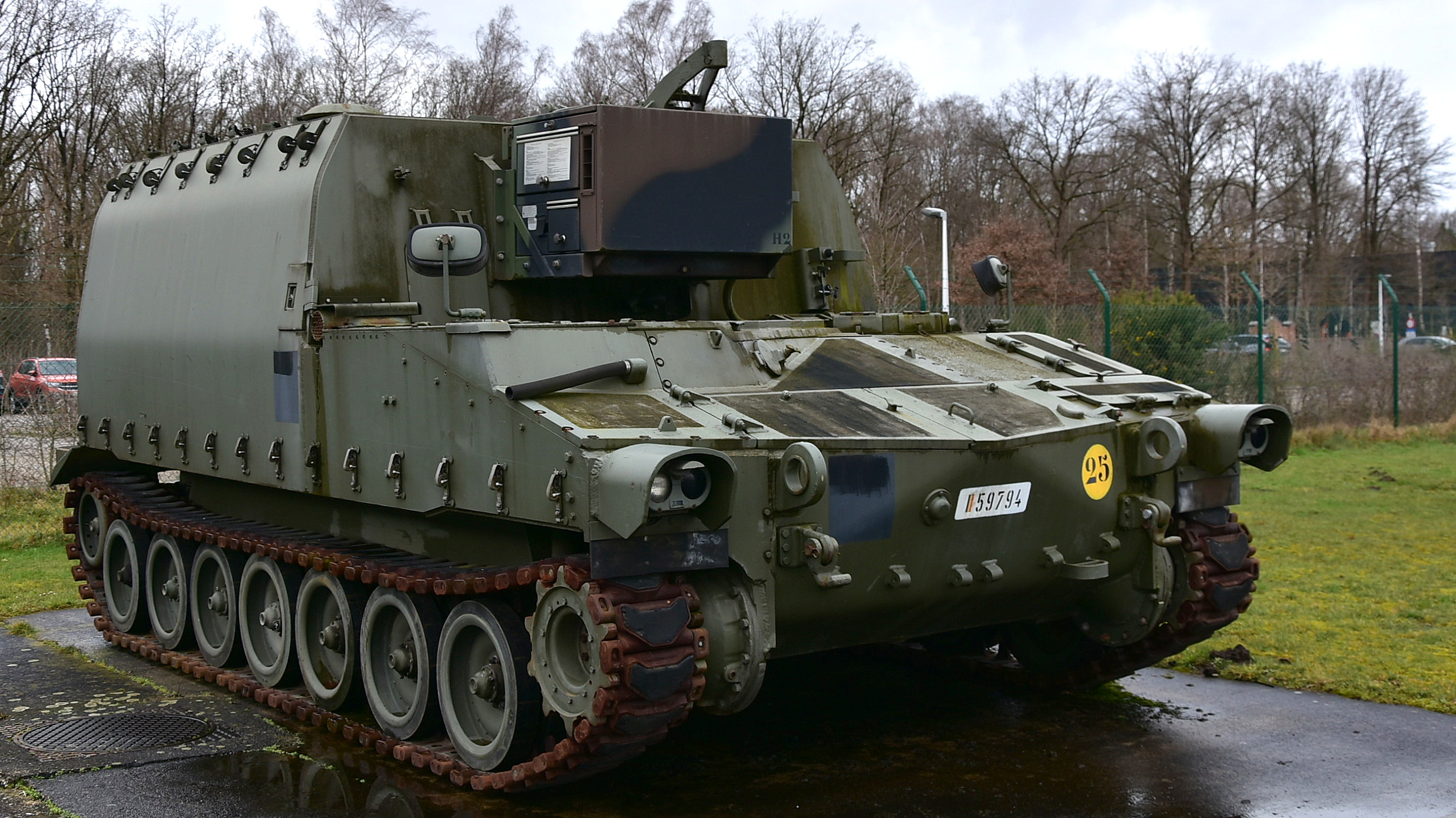
VBCL (gepantserd commando- en verbindingsvoertuig)
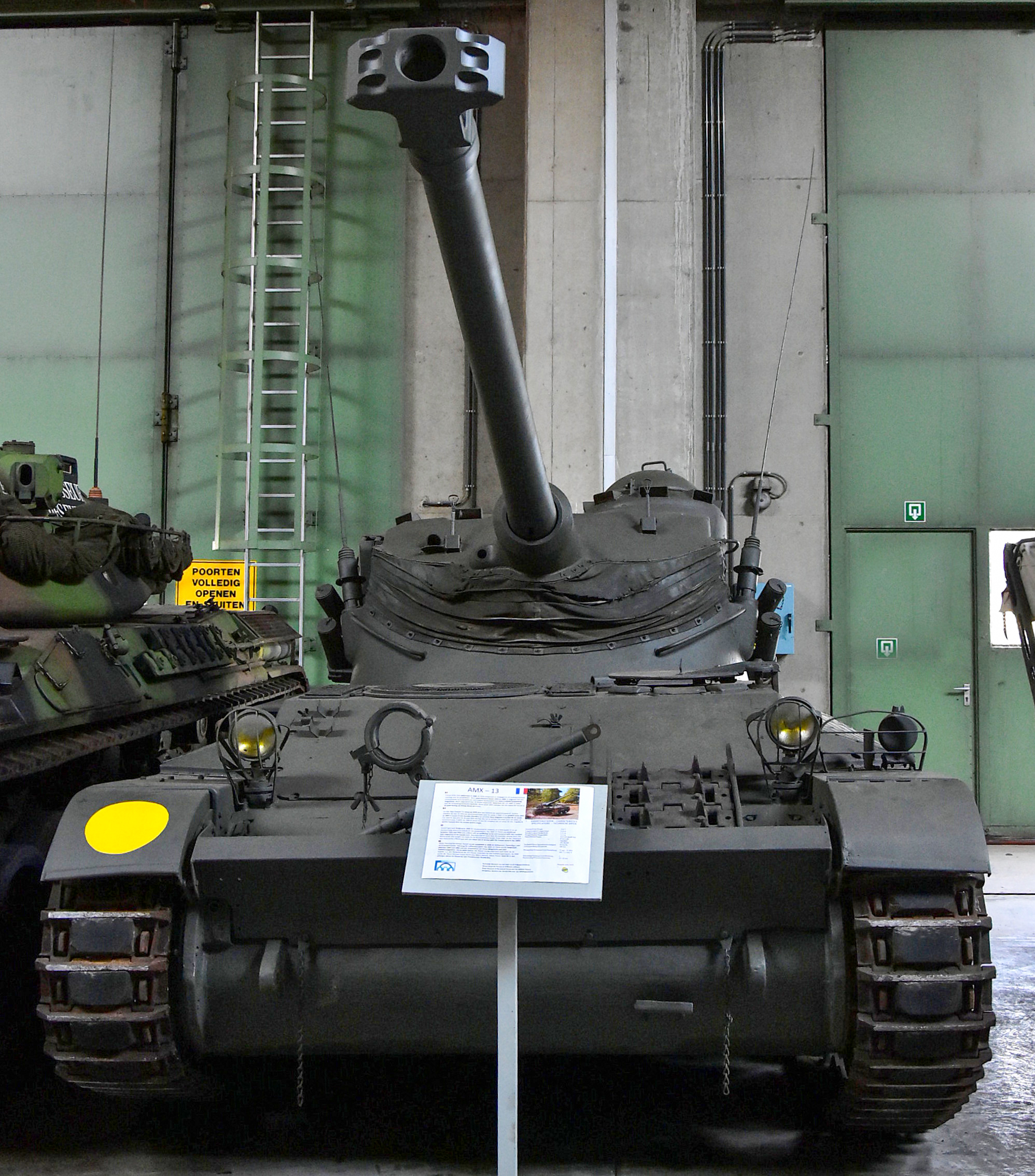
AMX 13
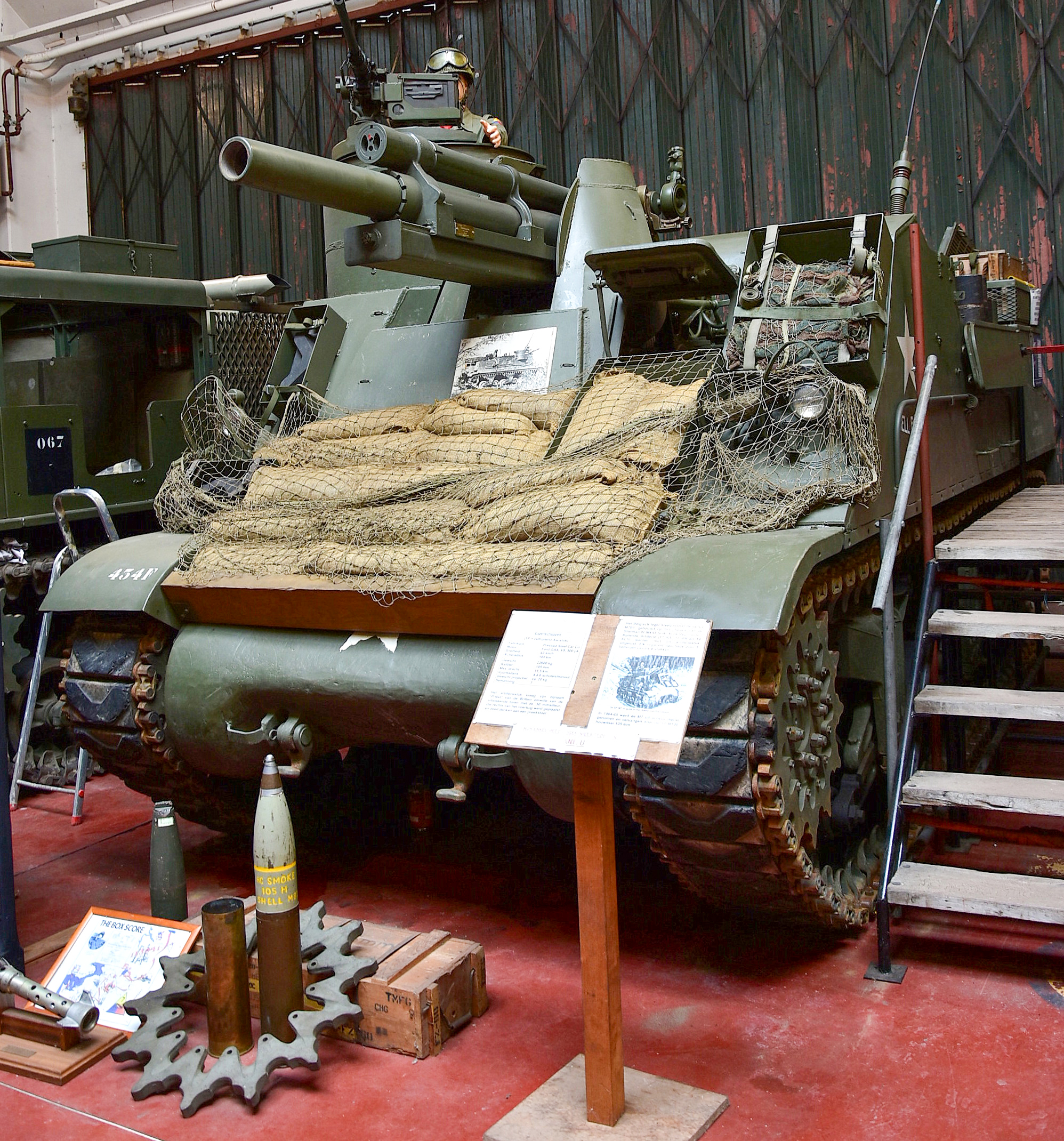
M7 Priest
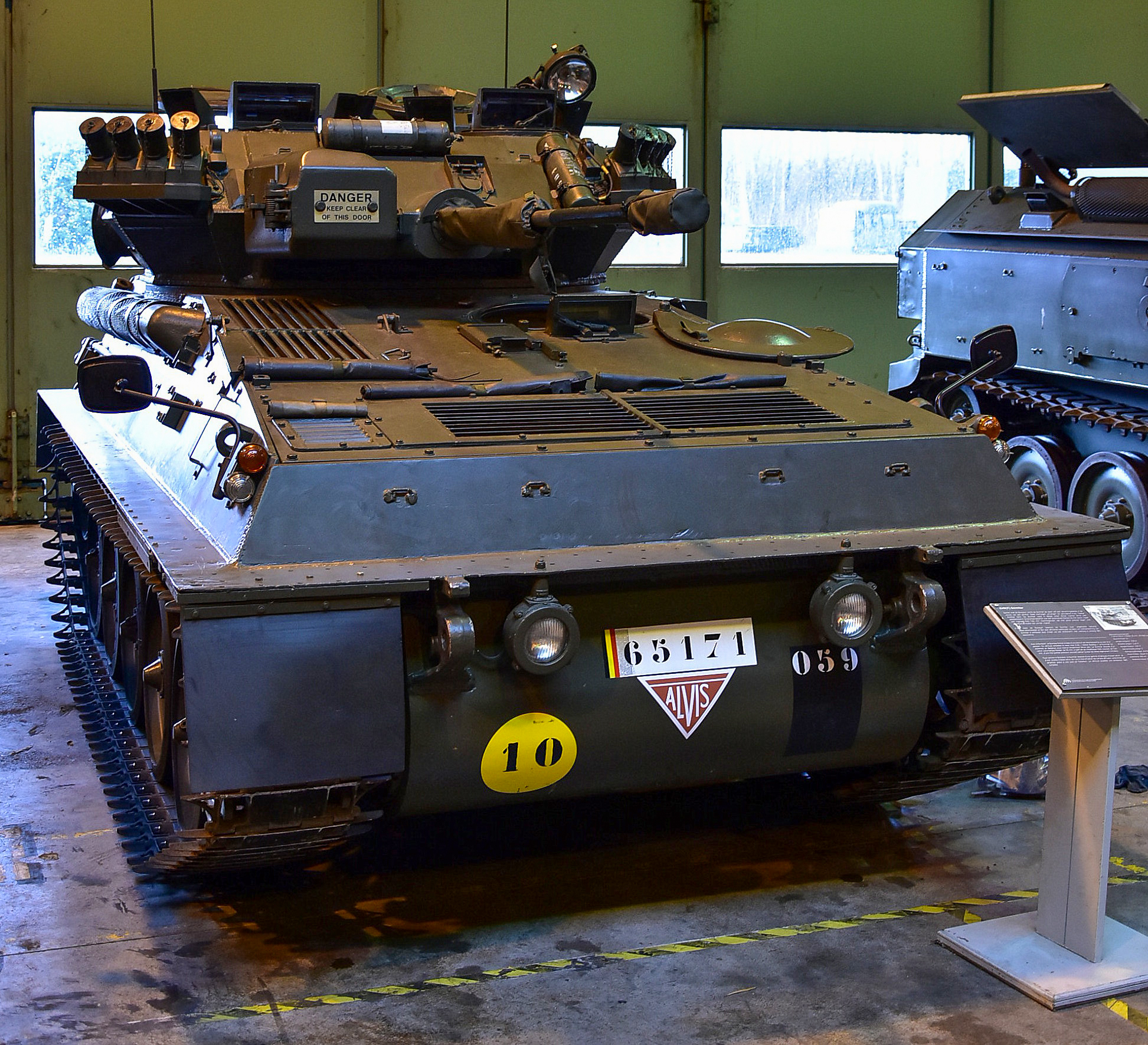
FV107 Scimitar
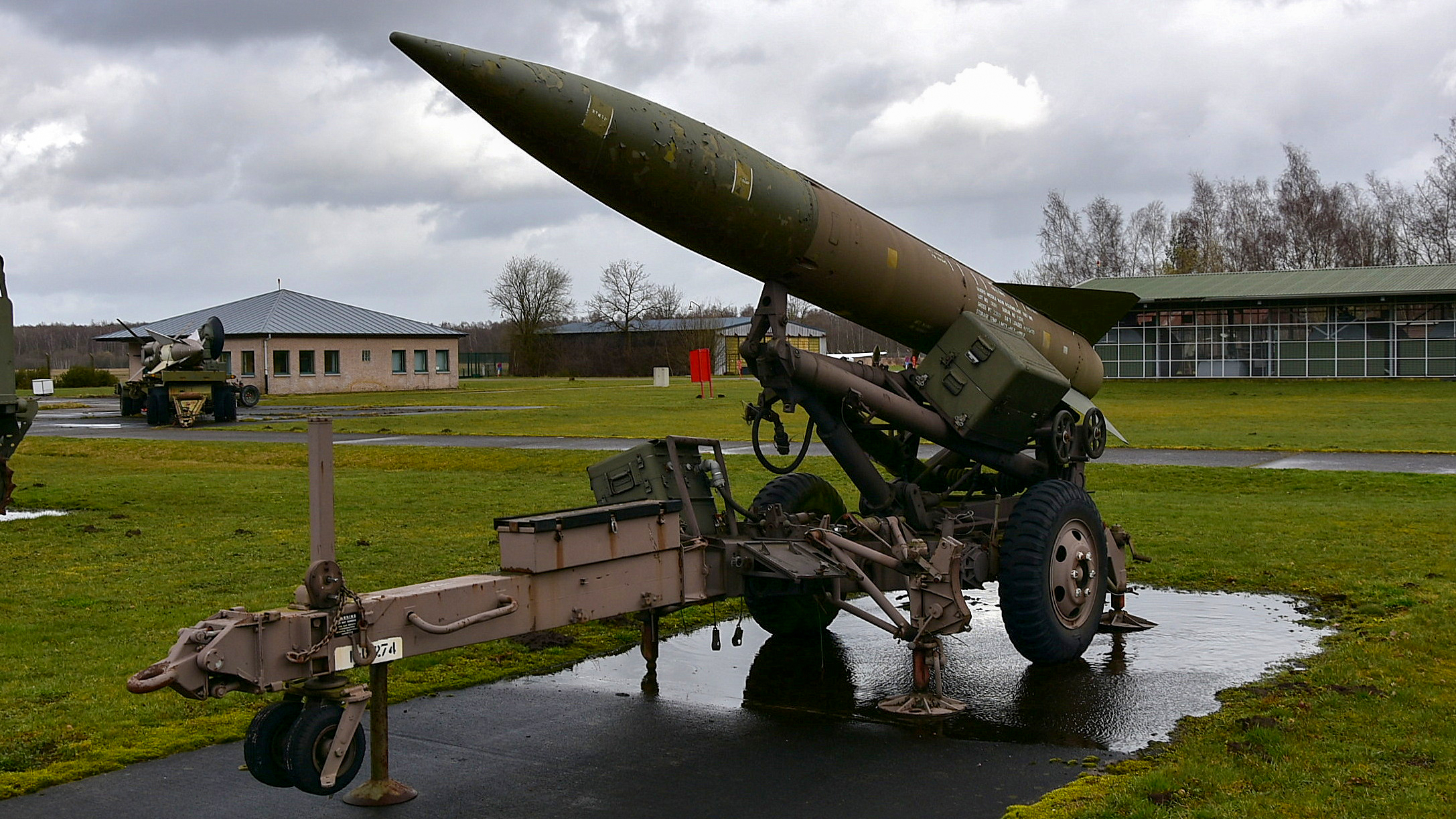
MGM-52 Lance